# Paszowice
Paszowice (in tedesco Poischwitz) è un comune rurale polacco del distretto di Jawor, nel voivodato della Bassa Slesia.
Ricopre una superficie di 100,84 km² e nel 2004 contava 3 862 abitanti.